# Spina (Marsciano)
Spina è una frazione del comune di Marsciano (PG).
Il paese si trova lungo la strada provinciale che da Marsciano conduce verso la perugina via Settevalli ed il lago Trasimeno, in cima ad una bassa collina. Con 788 abitanti è la frazione più popolata del territorio comunale. Il borgo ospita gli uffici della Delegazione Comunale a cui fanno riferimento anche i paesi e le frazioni marscianesi più vicine.

## Storia
Forse fondata su un insediamento etrusco poi abbandonato, Spina viene nominata in un diploma del Barbarossa del 1163.
Nel 1260 il paese risulta assegnato al Rione perugino di Porta Eburnea; l'esercito di Arrigo VII, in discesa in Italia, lo devasta nel XIV secolo, tanto che il castello venne esentato dal fornire uomini per la guerra tra Perugia e Todi.
Subì un ulteriore assedio da parte di Braccio Fortebraccio nel 1416: solo al terzo assalto, dopo aver subito ingenti perdite, egli riuscì a penetrarvi e a saccheggiarlo pesantemente. Nel 1439 e nel 1444 vennero concessi dei sussidi agli abitanti affinché potessero riparare le mura.
Nel 1643, le truppe granducali di Toscana vi si accamparono dopo aver messo in fuga i soldati pontifici.
Nel 1879 vi venne fondata una "Società Operaia di Mutuo Soccorso", gestita autonomamente dai suoi abitanti; in quel periodo, il paese cominciò ad espandersi anche al di fuori della cinta muraria.
Celebri personaggi di Spina furono:
- Polimante di Niccolò della Spina (XV secolo), maestro d'intaglio e di intarsio;
- Giovanni Schiavo (XV secolo), autore del coro della chiesa di San Domenico a Perugia;
- Matteo Spinelli (XVI secolo), letterato e poeta, cattedratico di lettere.

Il 15 dicembre 2009 un terremoto di magnitudo 4,2 ha gravemente lesionato il castello e alcune case nelle vicinanze, causando lo sfollamento di alcune centinaia di persone e la chiusura del castello.

## Economia
Spina è stata conosciuta nei secoli per la notevole maestria dei suoi falegnami e intagliatori, macellai e fabbri. Importante è stata anche l'industria del laterizio.
Importante patrimonio culturale di Spina è anche la banda musicale del paese: la filarmonica Giuseppe Verdi, costituita dagli stessi cittadini il 28 luglio 1882, nel 2007 ha festeggiato il suo 125º anniversario.

## Monumenti e luoghi d'arte
- Borgo fortificato (XIII secolo), realizzato prevalentemente in cotto, con pianta quadrilatera e due torri circolari, una delle quali è ancora in ottimo stato di conservazione. Molti degli antichi archi in cotto rimangono inglobati nella struttura muraria degli edifici abitativi interni.
- Chiesa parrocchiale di San Nicolò, anticamente dipendente dal monastero perugino di San Pietro. I resti mortali di S. Faustino martire (XII secolo) vi vennero traslati nel 1646 dalla chiesa di S. Pietro. La chiesa è stata gravemente lesionata dal terremoto del 15 dicembre 2009 e riaperta al culto nel 2012.[4]
- Chiesina della Madonna delle Grazie (XV secolo), riedificata nel 1757. Al suo interno si trova un affresco coevo ("Madonna in trono col Bambino e gli angeli") di autore sconosciuto.
- Antico mulino, in direzione di Mercatello; resta sulla sponda sinistra del fiume Nestore e ancora conserva macine, tramogge, stamigne per la lavorazione del grano, e gran parte della meccanica usata per trasformare la forza dell'acqua in forza motrice per gli apparati di macinazione.
- Antenna museale del Museo dinamico del laterizio e delle terrecotte di Marsciano.

## Società
Abitanti censiti

## Sport
- Associazione polisportiva (1970).
- Torneo estivo calcio a 7